# Луговой проезд
Лугово́й проезд — проезд, расположенный в Юго-Восточном административном округе города Москвы на территории района Марьино.
Нумерация домов начинается с Новомарьинской улицы.

## История
Название утверждено постановлением № 136 от 14 февраля 1995 года. Проезд был назван данным образом, так как изначально выходил к луговой пойме Москвы-реки. До этого входил в состав деревни Марьино.

## Расположение
Луговой проезд начинается от Новомарьинской улицы, идёт на юго-юго-восток. Пересекает северную и южную стороны Марьинского бульвара и заканчивается, упираясь в Поречную улицу.

## Транспорт

### Автобус
749:  Братиславская —  Перерва

957:  Марьино —  Марьино

(Следуют по всему проезду в обоих направлениях.)

### Метро
- Станция метро «Марьино» Люблинско-Дмитровской линии — 500 м на запад от пересечения с Новомарьинской улицей.